# Giải thưởng Làn Sóng Xanh 2013

## 10 ca sĩ được yêu thích nhất
Không phân biệt thứ hạng.
| Tên ca sĩ       |
| --------------- |
| Cao Thái Sơn    |
| Đàm Vĩnh Hưng   |
| Đông Nhi        |
| Hiền Thục       |
| Hồ Ngọc Hà      |
| Mỹ Tâm          |
| Noo Phước Thịnh |
| Thanh Bùi       |
| Tuấn Hưng       |
| Uyên Linh       |

## 10 nhạc sĩ được yêu thích nhất
Không phân biệt thứ hạng.
| Tên nhạc sĩ                      |
| -------------------------------- |
| Dương Khắc Linh & Hoàng Huy Long |
| Hoàng Tôn                        |
| Huy Tuấn & Hà Quang Minh         |
| Nguyễn Hồng Thuận                |
| Phạm Thanh Hà                    |
| Trịnh Thăng Bình                 |
| Tú Nguyễn                        |
| Vũ Trung Đức                     |
| Mr. Siro                         |
| Wanbi Tuấn Anh                   |

## Các giải thưởng khác
| Tên giải thưởng                                                       | Chủ nhân giải thưởng                              | Chú thích |
| --------------------------------------------------------------------- | ------------------------------------------------- | --------- |
| Ca sĩ triển vọng                                                      | • Đinh Hương • Quốc Thiên                         | [ 1 ]     |
| Nhóm nhạc được yêu thích nhất                                         | 365                                               | [ 1 ]     |
| Bài hát thu được tác quyền nhiều nhất                                 | "Ký ức ngọt ngào" sáng tác bởi Phúc Trường        | [ 1 ]     |
| MV có lượt nghe nhiều nhất trên hệ thống Pops của Youtube             | "Anh nhớ em" - Tuấn Hưng                          | [ 1 ]     |
| Bài hát có lượt nghe nhiều nhất trên trang nhạc số www.nhaccuatui.com | "Lắng nghe nước mắt" - Mr. Siro                   | [ 1 ]     |
| Đĩa đơn của năm                                                       | "Hãy thứ tha cho em" - Hồ Ngọc Hà                 | [ 1 ]     |
| Hoà âm phối khí                                                       | Nguyễn Thanh Bình với bài hát "Tình yêu mùa nắng" | [ 1 ]     |
| Album của năm                                                         | Tôi yêu thành phố tôi - V.Music                   | [ 1 ]     |